# 高原川 (南丹市)
高原川（たかはらがわ）は、京都府南丹市園部町宍人を流れる淀川四次支流の普通河川である。

## 地理
本梅川西側の山地から流れ出し、京都府道454号竹井室河原線の手前から向きを北東に変えて府道に沿いながら流れ、南丹市立摩気小学校（2015年に廃校）と園部町林業総合センターの間を通り、学校前橋の下流で本梅川左岸に落ちる。河川の装いは、山を出てから本梅側合流までコンクリート三面張り。

## 流域の村
南丹市
- 園部町
  - 摩気地域
    - 宍人

## 流域にある施設
- JA京都 園部堆肥センター
- 菅原神社
- 旧南丹市立摩気小学校（2015年に廃校[2]）
- 園部町林業総合センター（園部町森林組合）

## 流域にある史跡
- 宍人城跡（宍人館跡）[3]